# エリック・ファン・メイル
エリック・ファン・メイル（Eric Van Meir、1968年2月28日 - ）は、ベルギー・ドゥールネ出身の元同国代表サッカー選手、現サッカー指導者。現役時代のポジションはDF。

## 経歴
現役時代はディフェンダーとして国内のクラブでプレーし、1990年代後半のリールセSK黄金期には、同クラブでリーグ優勝を含む合計4つのタイトルを獲得した。また、ディフェンダーながら1996-97シーズン、1998-99シーズン、1999-00シーズンにチーム内得点王に輝いた。
この活躍によって1993年からベルギー代表に招集され始め、1994 FIFAワールドカップから3大会連続でベルギー代表のメンバーに選出され、UEFA EURO 2000にも参加した。
現役引退後は主にリールセSKでアシスタントコーチや監督として指導にあたり、2020年からはベルギーの世代別代表であるU-19ベルギー代表でアシスタントコーチとして活動している。

## 代表歴

### 出場大会
- ベルギー代表
  - 1994 FIFAワールドカップ
  - 1998 FIFAワールドカップ
  - 2002 FIFAワールドカップ

### 試合数
- 国際Aマッチ 34試合 1得点（1993年-2002年）[3]

| ベルギー代表 | 国際Aマッチ | 国際Aマッチ |
| 年           | 出場        | 得点        |
| ------------ | ----------- | ----------- |
| 1993         | 1           | 0           |
| 1994         | 2           | 0           |
| 1995         | 1           | 0           |
| 1996         | 1           | 0           |
| 1997         | 5           | 1           |
| 1998         | 4           | 0           |
| 1999         | 3           | 0           |
| 2000         | 3           | 0           |
| 2001         | 8           | 0           |
| 2002         | 6           | 0           |
| 通算         | 34          | 1           |